# Abu al-Abbas al-Nabati
 (janvier 2018).
Si vous disposez d'ouvrages ou d'articles de référence ou si vous connaissez des sites web de qualité traitant du thème abordé ici, merci de compléter l'article en donnant les références utiles à sa vérifiabilité et en les liant à la section « Notes et références ».
Abu al-Abbas al-Nabati (1166-1239) est un important botaniste, naturaliste et pharmacologue de l'empire almohade, né à Séville en 1166 et mort dans la même ville en 1239. On le surnomme aussi Ibn Al Rumiyah qui signifie « fils de la Romaine » bien que ce dernier s’opposait à ce surnom. Il est connu pour avoir introduit la méthode scientifique expérimentale dans le domaine de la pharmacologie, il est le maître de Abu Muhammad Ibn al-Baitar l'un des plus grands botanistes qui soit. Al Nabati va grandir à Séville où il fera sont éducation, puis il s’intéressera aux plantes et plus généralement à la botanique. Dans ce cadre il quittera Séville pour Marrakech afin d’étudier la pharmacologie et la botanique auprès d'Abdallah Ibn Salih un grand botaniste marocain avec qui il restera 3 années et à qui il devra tout son savoir dans le domaine pharmacologique et botanique. Sa formation terminée il enseignera à Marrakech pendant plusieurs années puis décidera d'accomplir le pèlerinage à La Mecque, il en profitera pour analyser de nouvelles plantes qui lui sont inconnues. Plus tard il reviendra au Maroc puis retournera dans sa ville d'origine Séville où il ouvrira une pharmacie. Plus tard il sera l'auteur de plusieurs travaux majeurs en botanique et en pharmacologie.